# Evdokija Borisovna Jusupova
Evdokija Borisovna Jusupova (Mosca, 5 maggio 1743 – San Pietroburgo, 21 luglio 1780) fu la Duchessa consorte di Curlandia come seconda moglie di Pietro Biron che sposò il 6 marzo 1774 a Mitau.

## Biografia
Era la figlia maggiore del principe Boris Grigor'evič Jusupov e di sua moglie Irina Michajlovna Zinov'eva.

## Matrimonio
Sposò, nel 1772, Pietro Biron, duca di Curlandia (1724-1800), figlio di Ernst Johann Biron. Il matrimonio era stato organizzato dall'imperatrice Caterina II, al fine di rafforzare i legami tra la Russia e la Curlandia. Il duca dovette divorziare dalla sua prima moglie per sposarla.
La coppia non ebbe figli e divorziò nel 1778.

## Morte
Morì il 21 luglio 1780, a San Pietroburgo.